# 佐伯郵便局 (岡山県)
佐伯郵便局（さえきゆうびんきょく）とは、岡山県和気郡和気町にある郵便局。民営化前の分類では集配特定郵便局であった。

## 概要
住所：〒709-0599 岡山県和気郡和気町佐伯169-4

## 沿革
- 1874年（明治7年）12月16日 - 佐伯（さいき）郵便取扱所として開設[1]。
- 1875年（明治8年）1月1日 - 佐伯郵便局となる。
- 1988年（昭和63年）3月7日 - 塩田郵便局から集配業務を移管。
- 1999年（平成11年）12月1日 - 読みを「さえきゆうびんきょく」に変更。
- 2007年（平成19年）10月1日 - 民営化に伴い、併設された郵便事業備前瀬戸支店佐伯集配センターに一部業務を移管。
- 2012年（平成24年）10月1日 - 日本郵便株式会社発足に伴い、郵便事業備前瀬戸支店佐伯集配センターを佐伯郵便局に統合。

## 取扱内容
- 郵便、印紙、ゆうパック、内容証明
- 貯金、為替、振替、振込、国際送金、国債
- 生命保険、バイク自賠責保険
- ゆうちょ銀行ATM
- 「709-05xx」区域（和気町内の一部地域（旧佐伯町））の集配業務

## 周辺
- 和気町役場佐伯庁舎
- 和気町立佐伯小学校
- 和気町立佐伯中学校

## アクセス
- 赤磐市広域路線バス 矢田停留所から徒歩約12分
- 山陽自動車道 和気ICから北へ約12km
- 美作岡山道路 佐伯ICから東へ約4km
- 岡山県道53号御津佐伯線・岡山県道79号佐伯長船線沿い
- 駐車場あり：6台